# Saurauia
Saurauia ist eine Pflanzengattung in der Familie der Strahlengriffelgewächse (Actinidiaceae). Der Gattungsname ehrt den österreichischen Adligen und Politiker Franz Josef Graf Saurau (1760–1832).

## Beschreibung
Die Arten dieser Gattung wachsen als Strauch oder Baum. Die einfachen und gestielten Laubblätter sind gegenständig und mehr oder weniger behaart bis schuppig.
Der Blütenstand ist eine axillare oder fast endständige Thyrse oder eine Rispe. Die Arten sind zweihäusig getrenntgeschlechtig (diözisch) oder funktionell eingeschlechtlich. Die meist fünf, sonst zwischen drei und acht Kelchblätter sind meist dachig. Die meist fünf, sonst zwischen drei und neun, meist dachigen Kronblätter sind oft weiß. Es sind viele Staubblätter vorhanden. Der oberständige Fruchtknoten besitzt oft mehrere, mehr oder weniger verwachsene oder seltener freie Griffel.
Die fleischige Beere enthält in ihrem schleimigen, klaren Fruchtfleisch zahlreiche kleine Samen.

## Verbreitung
Die Gattung ist im tropischen Amerika und im tropischen Asien bis Australien verbreitet.

## Nutzung
Die Früchte einiger Arten sind essbar.

## Systematik
Die Erstbeschreibung von Carl Ludwig von Willdenow wurde 1801 veröffentlicht. Der von Willdenow vorgeschlagene Name Saurauja wurde letztlich zu Saurauia abgeändert. Willdenow war Leiter des botanischen Gartens zu Berlin und bekam über Baron von der Lühe aus dem Garten von Schönbrunn in Wien durch die Genehmigung von Franz Josef Graf Saurau, Minister des Inneren und oberster Kanzler, Exemplare einer Saurauia-Art. Zum Dank benannte Willdenow die neue entdeckten Pflanzengattung nach Graf von Saurau.
Die Gattung Saurauia enthält etwa 300 gültige Arten. Hier eine Artenliste:
- Saurauia achyrantha Diels
- Saurauia adenodonta Sleum.
- Saurauia agamae Merrill
- Saurauia aguaricana D.D.Soejarto
- Saurauia albiflora A.C.Smith

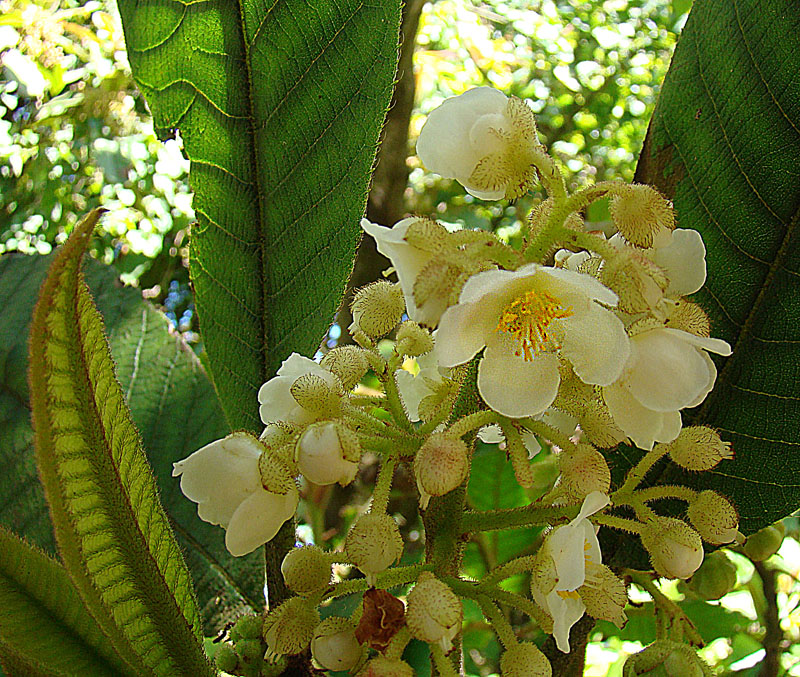
Saurauia madrensis

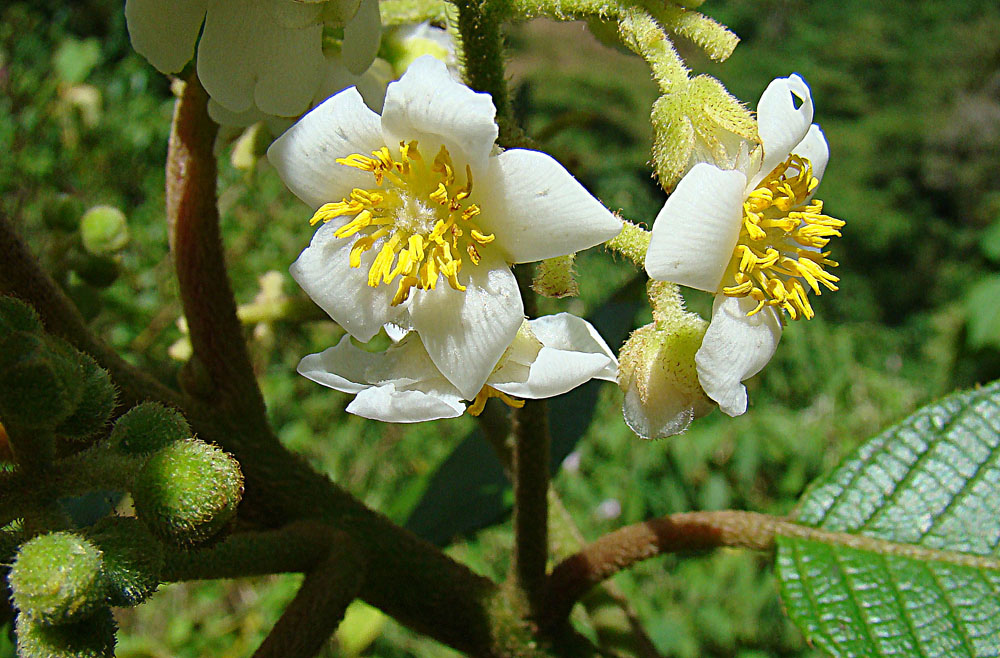
Saurauia montana

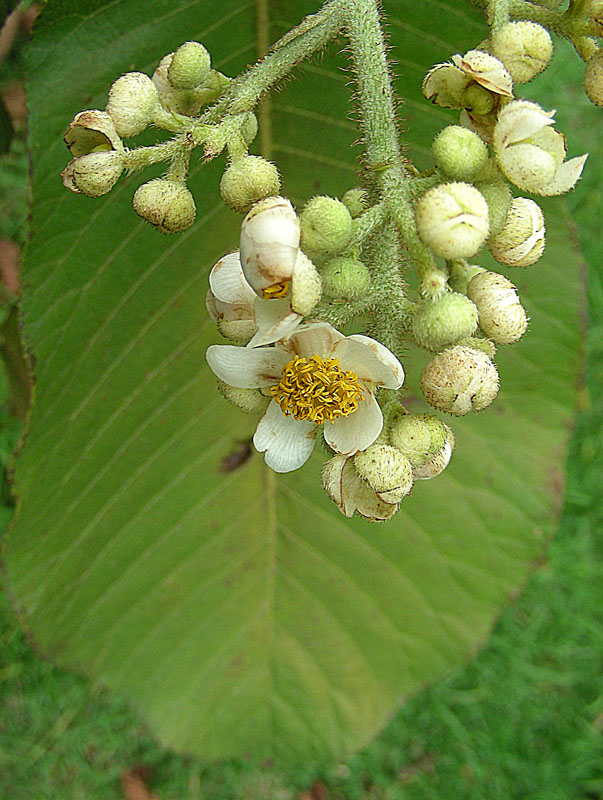
Saurauia scabra

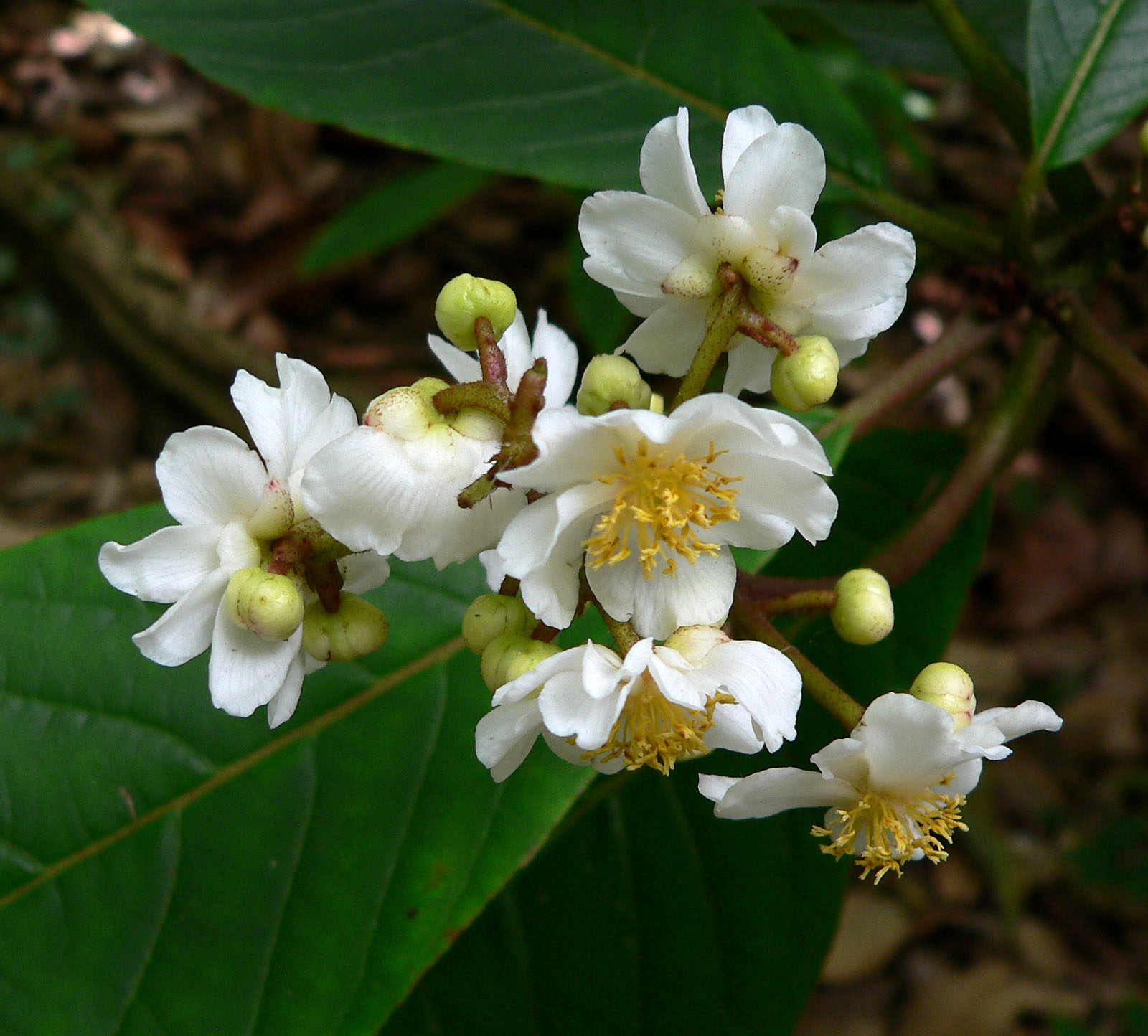
Saurauia zahlbruckneri

- Saurauia alloplectifolia D.D.Soejarto
- Saurauia alpicola A.C.Smith
- Saurauia altiterra P.van Royen
- Saurauia alvaroi R.E.Schult.
- Saurauia amplifolia Diels
- Saurauia angica Kanehira & Hatusima
- Saurauia anolaimensis R.E.Schult. & Garc.-Barr.
- Saurauia arcana A.C.Smith
- Saurauia archboldiana A.C.Smith
- Saurauia arnoldi Sleum.
- Saurauia aromatica R.E.Schult.
- Saurauia behnickiana Hort. ex Buscal. & Muscat.
- Saurauia belensis A.C.Smith
- Saurauia belizensis Lundell
- Saurauia bogoriensis R.D.Hoogland
- Saurauia brassii Diels & A.C.Smith
- Saurauia briqueti Buscal.
- Saurauia buddleifolia Diels
- Saurauia bulusanensis Elmer ex Merrill
- Saurauia cana B.T.Keller & D.E.Breedlove
- Saurauia capitulata A.C.Smith
- Saurauia caquetensis R.E.Schult.
- Saurauia caroli Diels
- Saurauia chaparensis Soejarto
- Saurauia chiliantha R.E.Schult.
- Saurauia chocoensis D.D.Soejarto
- Saurauia choriophylla R.E.Schult. & Gutierr.
- Saurauia collina A.C.Smith
- Saurauia comicoana Buscal.
- Saurauia comitis-rossei R.E.Schult.
- Saurauia congestiflora A.C.Smith
- Saurauia consimilis Sleum.
- Saurauia cordata Quisumb.
- Saurauia coroicoana Buscal. & Buscal.
- Saurauia corynotricha Diels
- Saurauia crassisepala D.D.Soejarto
- Saurauia cuatrecasana R.E.Schult.
- Saurauia cuchumatanensis Standley & Steyerm.
- Saurauia desquamulata Diels
- Saurauia dielsiana A.C.Smith
- Saurauia dillenioides Gagnep.
- Saurauia drimytiflora Diels
- Saurauia dubia Buscal. & Buscal.
- Saurauia dufaurii Diels
- Saurauia eburnea A.C.Smith
- Saurauia echinosepala R.E.Schult.
- Saurauia echioides Diels
- Saurauia egregia Diels
- Saurauia emarginata C.T.White & Francis
- Saurauia englesingii Standley
- Saurauia erythrocarpa C.F.Liang & Y.S.Wang
- Saurauia euryphylla Airy-Shaw
- Saurauia excurrens A.C.Smith
- Saurauia fimbriata A.C.Smith
- Saurauia floccifera Triana, Planch. & R.E.Schult.
- Saurauia floribunda Linden & Planch.
- Saurauia floribunda Linden, Planch. & Sprague
- Saurauia formosa Sleum.
- Saurauia fragrans R.D.Hoogland
- Saurauia fraseri Ridley
- Saurauia garcia-barrigae R.E.Schult.
- Saurauia gigantifolia Quisumb.
- Saurauia giluwensis P.van Royen
- Saurauia glabra (R. & P.) D.D.Soejarto
- Saurauia gorokae A.Gilli
- Saurauia goudotiana Linden & Planch.
- Saurauia hageniana A.Gilli
- Saurauia harlingii D.D.Soejarto
- Saurauia herthae Sleum.
- Saurauia hirsuta C.F.Liang
- Saurauia holotricha Diels
- Saurauia homotricha A.Pool
- Saurauia horrida Kanehira & Hatusima
- Saurauia hypomalla Benoist
- Saurauia iboana Diels
- Saurauia idenburgensis A.C.Smith
- Saurauia ilicifolia P.van Royen
- Saurauia imsinensis Elmer ex Merrill
- Saurauia intermedia Buscal.
- Saurauia intonsa R.E.Schult.
- Saurauia javanica (Nees) R.D.Hoogland
- Saurauia kajewskii A.C.Smith
- Saurauia kallima R.E.Schult.
- Saurauia kawagoeana Hatusima
- Saurauia knemifolia Quisumb.
- Saurauia lamii Diels
- Saurauia lanaensis Merrill
- Saurauia laxiflora D.D.Soejarto
- Saurauia leoi Buscal. & Buscal.
- Saurauia loheri Merrill
- Saurauia longipedicellata Merrill
- Saurauia macrantha A.C.Smith
- Saurauia macrophylla Lem.
- Saurauia madrensis B.T.Keller & D.E.Breedlove
- Saurauia magnifica D.D.Soejarto
- Saurauia mahmudii R.D.Hoogland
- Saurauia malayana R.D.Hoogland
- Saurauia mamberamana Diels
- Saurauia matudae Lundell
- Saurauia meiandra Diels
- Saurauia melegritoi Merrill
- Saurauia meridensis Steyerm.
- Saurauia mexiae Killip ex Soejarto
- Saurauia micayensis Killip
- Saurauia mindorensis Merrill
- Saurauia miniata C.F.Liang & Y.S.Wang
- Saurauia mojandensis Benoist
- Saurauia molinae D.D.Soejarto
- Saurauia momiensis Kanehira & Hatusima
- Saurauia multinervis Soejarto
- Saurauia nabirensis Kanehira & Hatusima
- Saurauia narcissifragrans R.E.Schult.
- Saurauia natalicia Sleum.
- Saurauia naumannii Diels
- Saurauia nutans A.Gilli
- Saurauia oblancilimba Quisumb.
- Saurauia obvallatoides Kanehira & Hatusima
- Saurauia occulta A.C.Smith
- Saurauia omichlophila R.E.Schult.
- Saurauia oreadum Diels
- Saurauia oroquensis D.D.Soejarto
- Saurauia pannosa Diels
- Saurauia pastasana Diels
- Saurauia paucinervis C.F.Liang & Y.S.Wang
- Saurauia pentapetala (Jack) R.D.Hoogland
- Saurauia perseifolia Standley & Steyerm.
- Saurauia petelotii Merrill
- Saurauia phaeosepala Diels
- Saurauia pilogyne Diels
- Saurauia pleurotricha Diels
- Saurauia plurilocularis C.T.White & Francis ex Lane-Poole
- Saurauia poilanei Gagnep.
- Saurauia polyneura C.F.Liang & Y.S.Wang
- Saurauia poolei C.T.White & Francis ex Lane-Poole
- Saurauia portachuelensis R.E.Schult.
- Saurauia pruinosa R.E.Schult.
- Saurauia pseudoleucocarpa Buscal.
- Saurauia pseudoparviflora Buscal. & Buscal.
- Saurauia pseudopittieri Buscal. & Buscal.
- Saurauia pseudoruitziana Buscal. & Buscal.
- Saurauia pubescens C.Koch & Lind.
- Saurauia pulchra Sprague & R.E.Schult.
- Saurauia purgans B.L.Burtt
- Saurauia purpurellifolia Kanehira & Hatusima
- Saurauia pustulata G.E.Hunter
- Saurauia putumayonis R.E.Schult. & Garc.-Barr.
- Saurauia pyramidata Sleum.
- Saurauia raimondiana Sleum.
- Saurauia ramosii Quisumb.
- Saurauia rhamnifolia Killip
- Saurauia rhodosma Sleum.
- Saurauia rigidissima R.E.Schult.
- Saurauia roseata Merrill
- Saurauia roseotincta R.E.Schult.
- Saurauia rubiginosa (Jack) Merrill
- Saurauia rubricalyx C.F.Liang & Y.S.Wang
- Saurauia rubrisepala D.D.Soejarto
- Saurauia rubrisquamata A.C.Smith
- Saurauia rudolfi Diels
- Saurauia rufinervis Kanehira & Hatusima
- Saurauia rupestris Diels
- Saurauia scabriuscula Macbride
- Saurauia schmutzii R.D.Hoogland
- Saurauia schultesiana Soejarto
- Saurauia schultzeorum Sleum.
- Saurauia schumanniana Diels
- Saurauia seibertii Standley
- Saurauia setosa Standley
- Saurauia simplex Merrill
- Saurauia siporensis Ridley
- Saurauia smithiana Buscal.
- Saurauia solitaria Sleum.
- Saurauia speluncicola R.E.Schult.
- Saurauia spinuligera R.E.Schult.
- Saurauia squamifructa G.E.Hunter
- Saurauia sterrolepida Diels
- Saurauia stichophlebia Diels
- Saurauia striata D.D.Soejarto
- Saurauia submodesta Diels
- Saurauia subspinosa Anthony
- Saurauia sydowii Sleum.
- Saurauia tafana A.C.Smith
- Saurauia tambensis Killip
- Saurauia tayabensis Quisumb.
- Saurauia thyrsiflora C.F.Liang & Y.S.Wang
- Saurauia trachylasia Diels
- Saurauia trichophora Quisumb.
- Saurauia trolliana Sleum.
- Saurauia trugul P.van Royen
- Saurauia trunciflora Merrill
- Saurauia vagans Diels
- Saurauia vallium C.T.White & Francis
- Saurauia veneficorum Standley & Steyerm.
- Saurauia verheijenii R.D.Hoogland
- Saurauia vulcanica Elmer ex Merrill
- Saurauia warenensis Kanehira & Hatusima
- Saurauia weberbaueri Buscal. & Buscal.
- Saurauia xiphophylla Diels
- Saurauia yunnanensis C.F.Liang & Y.S.Wang
- Saurauia zahlbruckneri Buscal.
- Saurauia zamboangensis Merrill
- Saurauia zetekiana Standley